# Цепелевское сельское поселение
Цепелевское сельское поселение — муниципальное образование в составе Орловского района Кировской области России.
Столица — деревня Цепели.

## История
Цепелевское сельское поселение образовано 1 января 2006 года согласно Закону Кировской области от 07.12.2004 № 284-ЗО.
5 июля 2011 года в соответствии с Законом Кировской области № 18-ЗО поселение включено в состав Орловского сельского поселения.

## Состав
В состав поселения входят 22 населённых пункта:
| - деревня Цепели - деревня Боярщина - деревня Вересенки - деревня Верхние Толмачи - деревня Верхние Вершинята - деревня Голыши - деревня Епиховщина - деревня Завой | - деревня Заовраг - деревня Зоновщина - деревня Катюхинцы - деревня Красногоры - деревня Лютовщина - деревня Мосали - деревня Нижние Толмачи | - деревня Подколюга - село Подрелье - деревня Раменье - деревня Тупицыны - деревня Хрестуны - деревня Шеины - деревня Юркичи |